# Vásárosdombó
Vásárosdombó è un comune dell'Ungheria di 1.158 abitanti (dati 2008) situato nella contea di Baranya, regione Transdanubio Meridionale